# Lemnogo (Komki-Ipala)
Pour les articles homonymes, voir Lemnogo.
Lemnogo est une localité située dans le département de Komki-Ipala de la province du Kadiogo dans la région Centre au Burkina Faso.  En 2006, cette localité comptait 1 822 habitants dont 55,3 % de femmes.